# 쿠로스 하루카
쿠로스 하루카(일본어: 黒須 遥香, 2001년 2월 28일 ~ )는 말레이시아의 여성 아이돌 그룹 KLP48의 멤버이다. 사이타마현 출신.